# Perrigny (Jura)
Perrigny is een gemeente in het Franse departement Jura (regio Bourgogne-Franche-Comté). De plaats maakt deel uit van het arrondissement Lons-le-Saunier. Perrigny telde op 1 januari 2022 1.535 inwoners. 

## Geografie
De oppervlakte van Perrigny bedroeg op 1 januari 2022 8,89 vierkante kilometer; de bevolkingsdichtheid was toen 172,7 inwoners per km².

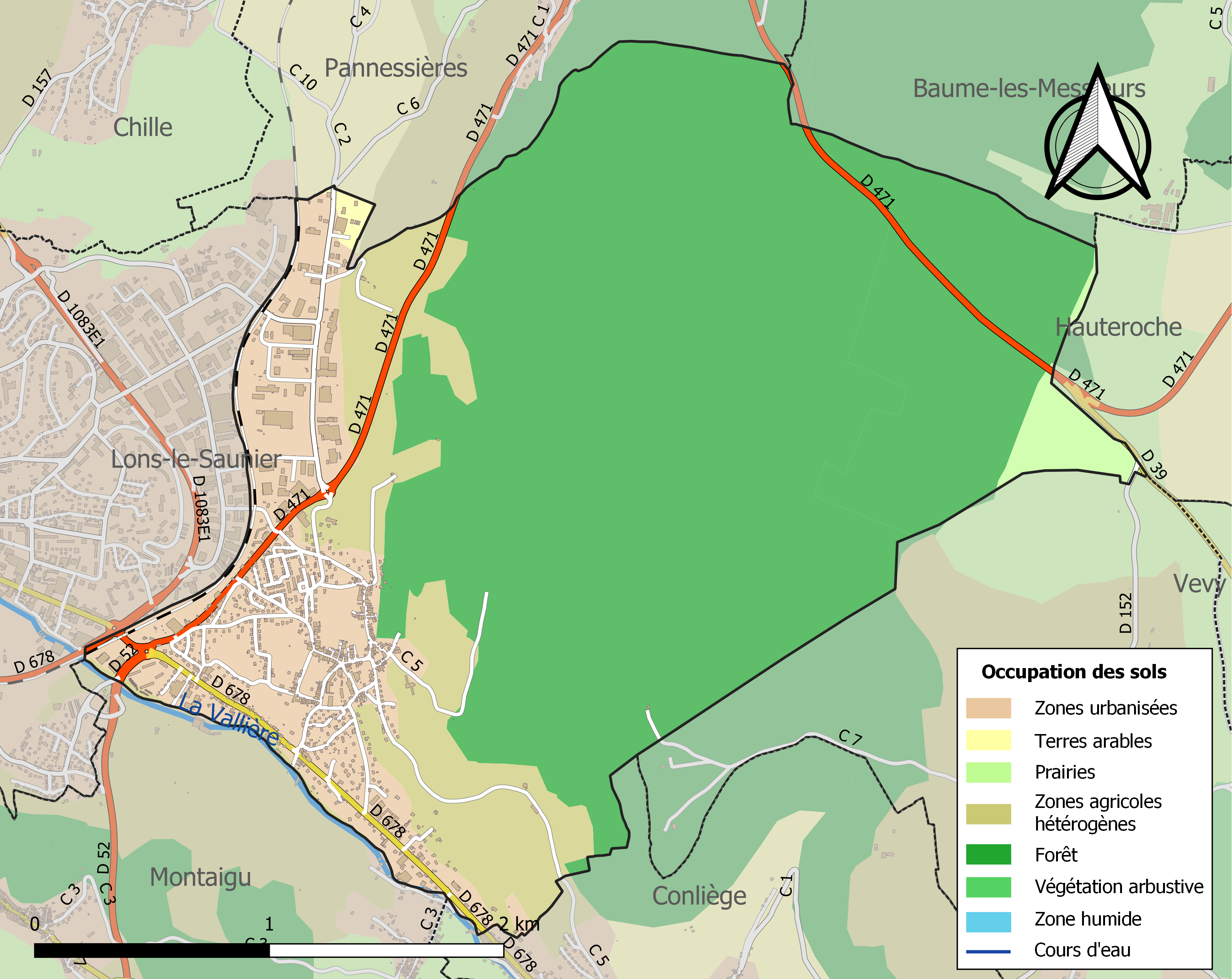
Kaart van de gemeente met de belangrijkste infrastructuur, bodemgebruik en omliggende gemeenten

## Demografie
Onderstaande figuur toont het verloop van het inwonertal (bron: INSEE-tellingen).